# Марья-искусница
«Ма́рья-иску́сница» — советский полнометражный музыкальный цветной художественный фильм-сказка, поставленный на Московской киностудии имени Максима Горького в 1959 году режиссёром Александром Роу по пьесе Евгения Шварца «Сказка о храбром солдате» (1946).

## Сюжет
Прослужив 25 лет, отставной солдат возвращается в родные края. По пути обратно все просят солдата о помощи: то белки, то медвежата, то Иванушка. Он рассказал солдату, что ищет свою мать — Марью-искусницу, похищенную водяным царём Водокрутом XIII. Солдат и Иванушка оказываются в лесной глуши, где сталкиваются с самим Водокрутом XIII, однако последнего приводит в ступор произведённая солдатом дробь на барабане. Водяной соглашается даровать свободу Марье-искуснице в обмен на барабан и затем показывает солдату и Иванушке свой подводный дворец с его обитателями, в числе которых оказываются советник водяного Квак, пираты, мудрец-молчальник, казначей Алтын, Морской Петух и даже заключенные в шкатулке русалки.
Солдат и Иванушка останавливаются на отдых в покоях дворца. Одновременно с этим Водокрут XIII делает всё возможное, чтобы нарушить данное им ранее слово с помощью колдуньи по имени Тётушка-Непогодушка, которая накладывает на Марью заклятие. По приказу водяного его внучка Алёнушка делает так, что создаются похожие на саму Марью её призраки, причём Квак неудачно пытается утопить девочку в пруду с горячей водой. Во время устроенного водяным испытания Иванушка угадывает свою настоящую мать (от неё веет теплом, а от призрачных женщин — холодом), и Водокрут тут же показывает своё настоящее лицо.
Солдат выводит Иванушку и его мать вместе с присоединившейся к ним Алёнушкой на землю, победив пиратов в схватке и заставив Водокрута и его свиту плясать с помощью волшебных гуслей, которые оказываются в его руках во время осмотра сокровищницы. Квак отправляется вслед за солдатом, Иванушкой, Марьей и внучкой водяного, однако превращается в лягушку, когда в лесу сталкивается со старым медведем, которому помог солдат. Заколдованная Марья-искусница оказывается у себя дома и затем солдат совершает ошибку, послав Иванушку за водой к колодцу. Появившийся внутри колодца Водокрут пытается похитить Иванушку и тут же получает отпор в лице Алёнушки, Марьи, которая избавилась от заклинания, услышав крики своего сына о помощи, и солдата. Будучи вытащенным из колодца, он оказывается на земле и превращается в лужу воды («мокрое место»). Тётушка-Непогодушка тоже получает по заслугам.
В эпилоге солдат получает слова благодарности от Марьи-искусницы и прощается со зрителями фильма.

## В ролях
— главная роль
| Актёр                | Роль                                                           |
| -------------------- | -------------------------------------------------------------- |
| Михаил Кузнецов      | отставной солдат                                               |
| Нинель Мышкова       | Марья-искусница                                                |
| Витя Перевалов       | Иванушка, её сын                                               |
| Анатолий Кубацкий    | Водокрут XIII, подводный царь                                  |
| Ольга Хачапуридзе    | Алёнушка, его внучка                                           |
| Георгий Милляр       | Квак, придворный Водокрута                                     |
| Вера Алтайская       | Тётушка-Непогодушка                                            |
| Александр Хвыля      | мудрец-молчальник                                              |
| Никита Кондратьев    | подводный петух Красивец, главный хранитель взбесившегося рака |
| Сергей Троицкий      | Алтын Алтыныч, казначей                                        |
| Александр Алёшин     | 1-й пират                                                      |
| Александр Баранов    | 2-й пират                                                      |
| Валентин Брылеев     | пират с повязкой на голове                                     |
| Николай Кузнецов     | одноглазый пират                                               |
| Константин Немоляев  | 3-й пират                                                      |
| Владимир Пицек       | 4-й пират                                                      |
| Константин Старостин | 5-й пират                                                      |
| Михаил Щербаков      | 6-й пират                                                      |
| Владимир Клунный     | 7-й пират (в титрах не указан)                                 |

## Съёмочная группа
- Сценарий — Евгения Шварца
- Постановка — Александра Роу
- Оператор — Дмитрий Суренский
- Художник — Евгений Галей
- Режиссёр — Б. Каневский
- Композитор — Андрей Волконский
- Звукооператор — Анатолий Дикан
- Текст песен — Владимира Лифшица
- Комбинированные съёмки:
Художники — Арсений Клопотовский, Владимир Никитченко
Оператор — Леонид Акимов
- Оркестр Управления по производству фильмов
Дирижёр — Арнольд Ройтман
- Директор картины — Борис Краковский
- Творческая мастерская — Леонида Лукова

## Съёмки
Большие ласты, в которых Георгию Милляру приходилось и бегать, и падать на колени, актёр выбрал сам, игнорируя рекомендации гримёров подобрать более удобную обувь. «Квакающие» реплики персонажа — тоже идея Милляра, ставшая неожиданностью для съёмочной группы. В ответ на похвалу в свой адрес актёр произносил с гордостью: «Ква-квалификация!»